# 9. stoljeće
◄ | 1. tisućljeće pr. Kr. | 1. tisućljeće | 2. tisućljeće | ►
◄ | 7. stoljeće | 8. stoljeće | 9. stoljeće | 10. stoljeće | 11. stoljeće | ►
800-ih | 810-ih | 820-ih | 830-ih | 840-ih | 850-ih | 860-ih | 870-ih | 880-ih | 890-ih
9. stoljeće je je razdoblje od 801. do  900. godine.

## Glavni događaji i razvoji
- Invazije Vikinga

## Osobe
- Alfred Veliki

## Izumi i otkrića
- barut

## Vanjske poveznice
|  | Zajednički poslužitelj ima još gradiva o temi 9. stoljeće |